# Aleksander Gavrilovič Abdulov
Aleksander Gavrilovič Abdulov (rusko Алекса́ндр Гаврии́лович Абду́лов), ruski gledališki in filmski igralec, filmski režiser, * 29. maj 1953, Tobolsk, Sovjetska zveza (sedaj Rusija), † 3. januar 2008, Moskva, Rusija.

## Filmografija
- 1978 — Običajni čudež (Обыкновенное чудо)
- 1982 - Čarovnik (Чародеи) - Иванушка
- 1988 — Ubiti zmaja (Убить дракона)